# Richard Cromwell
Richard Cromwell (Ryszard Cromwell, ur. 4 października 1626, zm. 12 lipca 1712) – trzeci syn Olivera Cromwella, rządził Anglią, Szkocją i Irlandią jako lord protektor od 3 września 1658 do 25 maja 1659.

## Życiorys
Niewiele wiadomo o pierwszych latach życia przyszłego lorda protektora. Wcześni biografowie twierdzili, że uczęszczał do Felsted School w Esseksie. Nie ma żadnych dowodów na to, że studiował na uniwersytecie. W maju 1647 został członkiem Lincoln’s Inn. Możliwe, że służył w tym czasie w straży przybocznej dowódcy armii Parlamentu, sir Thomasa Fairfaxa. W 1649 poślubił Dorothy Maijor, córkę Richarda Maijora, szlachcica z Hampshire. Wraz z żoną Richard zamieszkał w Hursley. Małżonkowie mieli razem dziewięcioro dzieci, z których pięcioro dożyło wieku dorosłego. Richard został mianowany Sędzią Pokoju w Hampshire i zasiadał w różnych lokalnych komitetach.
Kiedy w 1653 jego ojciec przyjął tytuł lorda protektora i stał się faktycznym jedynowładcą Anglii, Richard nie otrzymał żadnych godności (w przeciwieństwie do swojego młodszego brata, Henry’ego, który został m.in. lordem namiestnikiem Irlandii). Zasiadał jednak w obydwu Parlamentach doby Protektoratu. Kiedy wprowadzono dziedziczność funkcji lorda protektora, Oliver wyznaczył Richarda na swojego następcę. W czerwcu 1657 towarzyszył ojcu, gdy ten po raz drugi był powoływany na stanowisko lorda protektora. W lipcu został kanclerzem Uniwersytetu w Oksfordzie, a w grudniu został powołany do Rady Stanu.
Oliver Cromwell zmarł 3 września 1658, a Richard błyskawicznie zajął jego miejsce i od razu musiał zmierzyć się z poważnymi problemami. Pierwszym z nich była armia, która za Olivera Cromwella wywierała ogromny wpływ na rządy. Richard z kolei nie miał ani zdolności dowódczych, ani wojennego doświadczenia, ani autorytetu w armii. Drugim problemem były finanse państwa, którego dług sięgał 2 milionów funtów. Nowy Parlament zebrał się w listopadzie 1658. Uznał on Richarda lordem protektorem, ale wypowiedział się przeciwko przewadze oficerów w rządzie. W kwietniu 1659 pod naciskiem armii Richard rozwiązał Parlament. 25 maja, kiedy Kadłubowy Parlament obiecał spłacić jego długi i wypłacać mu regularną pensję, Richard zrezygnował ze stanowiska lorda protektora.
Do lipca Richard mieszkał jeszcze w Whitehall Palace, ale naciskany przez Parlament (który stał się wtedy najwyższą władzą w Anglii) powrócił do Hursley. Z boku przyglądał się, jak kraj pogrąża się w chaosie, a generałowie walczą o wpływy. Zimą 1659 otrzymał nawet propozycję powrotu na stanowisko lorda protektora, którą odrzucił. Pod koniec roku generał George Monck zajął Londyn. Większość urzędników uznała wówczas, że jedynym sposobem na powstrzymanie anarchii jest restauracja dynastii Stuartów. W 1660 na tron Anglii powrócił Karol II Stuart.
W lipcu 1660 Richard opuścił Anglię i udał się do Francji. W Anglii pozostawił żonę, której już nigdy nie zobaczył. Posługując się różnymi pseudonimami (najczęściej przedstawiał się jako „John Clarke”) podróżował po całej Europie. Na przełomie 1680 i 1681 powrócił do Anglii i zamieszkał w Finchley w hrabstwie Middlesex. Zmarł w 1712.